# Zethus anomalus
Zethus anomalus är en stekelart som beskrevs av Cooper 1999. Zethus anomalus ingår i släktet Zethus och familjen Eumenidae. Inga underarter finns listade i Catalogue of Life.